# Skippack Township (comté de Montgomery, Pennsylvanie)
Pour les articles homonymes, voir Skippack Township.
Skippack Township est un township du comté de Montgomery, en Pennsylvanie, aux États-Unis.